# Souls (sèrie)
La sèrie Souls (ソウルシリーズ, Sōru shirīzu) és una sèrie de videojocs de rol d'acció creats i desenvolupats per FromSoftware. La sèrie va començar amb el llançament de Demon's Souls per a PlayStation 3 el 2009. A Demon's Souls el va seguir Dark Souls el 2011, i les seves seqüeles, Dark Souls II i Dark Souls III, llançats el 2014 i el 2016 respectivament. Excepte Dark Souls II, tots els jocs han estat dirigits per Hidetaka Miyazaki.
Els jocs Souls es juguen des d'una perspectiva en tercera persona, i se centren en l'exploració i el combat. Els jugadors lluiten contra enemics, interactuen amb NPCs, i exploren un món d'ambientació medieval amb nivells interconnectats per tal d'avançar en la història. La sèrie és particularment coneguda per la seva dificultat, una característica de la saga tant criticada com enaltida.

## Ambientació
Els jocs tenen lloc en un entorn de fantasia medieval, on el jugador lluita contra els cavallers, dracs i diversos monstres. El tema recurrent dels jocs és el d'un regne poderós i pròsper, que eventualment ha caigut en decrepitud després d'una sèrie de fets desafortunats. L'objectiu dels jugadors varia depenent del títol: a Demon's Souls el protagonista intenta aturar la propagació d'una boira infestada per dimonis que eventualment cobriria el món. A Dark Souls l'objectiu és el d'intentar prolongar una època de prosperitat (The Age of Fire).

## Jugabilitat
El protagonista de cada joc pot tenir un gènere, aparença, nom i classe diferents. Els jugadors poden triar entre diverses classes com cavaller, bàrbar, lladre o mag. Cada classe té el seu propi perfil que es pot adaptar a través de l'experiència i les opcions del jugador. El jugador guanya ànimes a través de vèncer enemics. Aquestes ànimes actuen com a punts d'experiència i s'utilitzen per pujar de nivell i com a moneda per comprar determinats articles. Les ànimes guanyades solen ser proporcionals a la dificultat de la lluita contra certs enemics, com més difícil sigui un enemic, més ànimes obtindrà el jugador.
Una de les principals mecàniques de la sèrie és que utilitza la mort per tal d'ensenyar als jugadors a reaccionar davant d'entorns hostils, fomentant la repetició, l'aprenentatge dels errors i l'experiència prèvia com a mitjà per superar la seva dificultat. Quan moren, els jugadors perden totes les seves ànimes i ressusciten en un punt de control, conegut com a Bonfire (foguera). Només es dona una oportunitat al jugador perquè recuperi les seves ànimes perdudes, que resten en una taca de sang situada al punt on ha mort el jugador. Si el jugador mor una altra vegada abans d'arribar a la seva taca de sang, les ànimes es perden permanentment.
La interacció en línia dels jocs Souls està integrada dins l'experiència d'un sol jugador. Al llarg dels nivells, els jugadors poden veure breument les accions d'altres jugadors com a fantasmes de la mateixa zona que poden mostrar passatges o interruptors ocults. Quan un jugador mor, es pot deixar una taca de sang en el món dels jocs d'altres jugadors que quan s'activa pot mostrar un fantasma jugant els seus últims moments, indicant com aquesta persona va morir i potencialment ajudant al jugador a evitar la mateixa sort amb antelació. Els jugadors poden deixar missatges a terra que poden ajudar els jugadors a advertir sobre futurs riscos, o bé fer mal als jugadors deixant consells falsos. Els jugadors també poden utilitzar mètodes per invocar altres jugadors i jugar de forma cooperativa o bé lluitar els uns contra els altres en combats pvp.

## Jocs

### Demon's Souls
Demon's Souls s'ambienta al regne fictici de Boletaria, que està sent devastat per una boira infestada per dimonis que s'alimenten de les ànimes dels mortals. A diferència dels seus successors, Demon's Souls utilitza una localització central anomenada "Nexus", on els jugadors poden pujar de nivell, reparar equipament o comprar determinats articles, abans d'aventurar-se en un dels cinc mons connectats. Demon's Souls també té una mecànica única anomenada "World Tendency", on la dificultat d'explorar un món depèn de quants Bosses han estat assassinats, i com i quants cops ha mort el jugador. La jugabilitat implica un sistema de creació de personatges i fa èmfasi en recollir el botí obtingut a través del combat amb els enemics en una sèrie no lineal de localitzacions variades. Compta amb un sistema multijugador en línia integrat en un sol jugador, en el qual els jugadors poden deixar missatges i advertències als mons d'altres jugadors, així com unir-se a altres jugadors per ajudar-los o per matar-los.

### Dark Souls
Dark Souls és el segon joc de la sèrie Souls, i es considera el successor espiritual de Demon's Souls. Va ser llançat el 2011 per a PlayStation 3 i Xbox 360. El 2012, Dark Souls: Prepare to Die Edition va ser llançat per a Microsoft Windows, PlayStation 3 i Xbox 360, que incloïa el joc base i el DLC Artorias of the Abyss. El joc té lloc al regne fictici de Lordran. Els jugadors assumeixen el paper d'un personatge humà maleït que ha estat escollit per descobrir el destí dels Undead. La trama de Dark Souls s'explica principalment mitjançant descripcions d'articles i equipament dins del joc i a través del diàleg amb personatges no jugadors (NPC). Els jugadors han d'anar lligant les pistes per tal de comprendre la història. Dark Souls va obtenir un gran reconeixement a causa de la seva gran dificultat.

### Dark Souls II

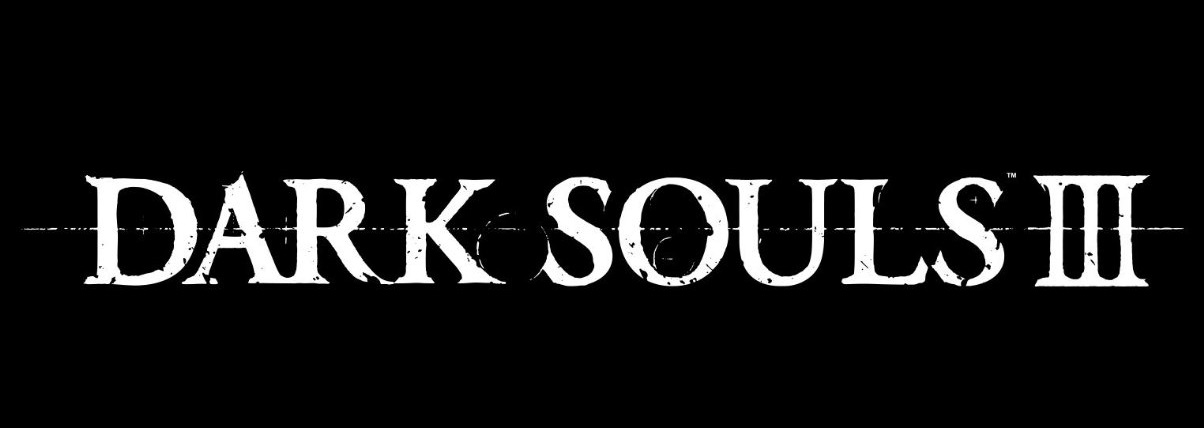
Logo de Dark Souls III.

Dark Souls II és el tercer lliurament de la sèrie Souls. A diferència dels dos jocs anteriors, el director Hidetaka Miyazaki no va reprendre el seu paper com a director. Va ser llançat el 2014 per a Microsoft Windows, PlayStation 3 i Xbox 360. El 2015, es va publicar una versió actualitzada amb el contingut descarregable The Lost Crowns per a Microsoft Windows, PlayStation 3, Xbox 360, PlayStation 4 i Xbox One, amb el títol de Dark Souls II: Scholar of the First Sin. El joc té lloc al regne de Drangleic, on el jugador ha de trobar una cura per a la maledicció dels Undead. Tot i que està ambientat al mateix univers que el joc anterior, no hi ha cap connexió directa amb la història de Dark Souls.

### Dark Souls III
Dark Souls III va ser anunciat oficialment a l'Electronic Entertainment Expo 2015, i va ser llançat al Japó el 24 de març de 2016, i internacionalment el 12 d'abril de, 2016, per a Microsoft Windows, PlayStation 4 i Xbox One. La jugabilitat és més ràpida que les anteriors entregues, fet que es va atribuir en part a la influència de Bloodborne.

## Títols relacionats
La sèrie King's Field va debutar a mitjans de 1990 per a la PlayStation amb King's Field i les seves dues seqüeles. Després de la trilogia original, es va llançar un quart joc per a la PlayStation 2, després de la qual, la sèrie va tenir alguns títols spin-off. King's Field en general es considera un predecessor espiritual de la sèrie Souls.
Un altre joc desenvolupat per FromSoftware, Bloodborne, va ser dirigit pel creador de la sèrie Souls Hidetaka Miyazaki i llançat per a la PlayStation 4 el març de 2015. Encara que és una propietat intel·lectual pròpia i no una versió oficial de Souls, comparteix molts dels mateixos elements i conceptes, i per tant, sovint s'associa directament amb la sèrie.
El 28 de febrer de 2016, Bandai Namco Entertainment es va associar amb la cadena nord-americana GameStop per llançar Slashy Souls, un joc de mòbil gratuït basat en la sèrie. El joc es presenta amb un estil pixelat i comparteix el nivell de dificultat de la sèrie. El joc va topar amb una rebuda molt negativa, amb crítics com Chris Carter de Destructoidi Jim Sterling donant al joc un 1/10.

## Altres mitjans
El 19 de gener de 2016, Titan Comics va anunciar que un còmic basat en la sèrie seria llançat més endavant aquell mateix any. El primer número es va estrenar el 6 d'abril de 2016, coincidint amb el llançament internacional de Dark Souls III el 12 d'abril.
També a l'abril de 2016, es va anunciar una campanya de Kickstarter per a un joc de taula amb llicència oficial basada en la sèrie, titulada Dark Souls - The Board Game. La campanya es va finançar en els primers tres minuts del seu llançament, i va ser publicada per Steamforged Games i llançada a l'abril de 2017. Al febrer de 2017, la música de la sèrie, composta per Motoi Sakuraba, va ser representada per una orquestra en directe a la sala de concerts Salle Pleyel de París.

## Rebuda
La sèrie Souls ha estat àmpliament aclamada per la crítica. Demon's Souls va guanyar diversos premis, incloent "Best New IP" de GameTrailers, i Game of the Year de GameSpot.
Dark Souls originalment no tenia un port per a Microsoft Windows, però gràcies a una petició online dels fans, el community manager de Bandai Namco, Tony Shoupinou va elogiar el seu suport, i es va llançar un port per a Windows el 2012. Dark Souls també és considerat per alguns crítics com un dels millors jocs de tots els temps, i ha influït en el desenvolupament d'altres jocs, com Destiny, Alienation, Lords of the Fallen, Salt and Sanctuary, Shovel Knight, Titan Souls, i Enter the Gungeon. La sèrie va inspirar una aplicació per iOS i Android anomenada Soapstone, que utilitza un sistema de missatgeria en línia similar al de la sèrie però adaptat al món real, usant el GPS per determinar la ubicació d'un usuari i mostrant missatges críptics publicats per altres usuaris.
Dark Souls II també va rebre elogis de la crítica, i és el joc més valorat de la sèrie a Metacritic. Abans d'estrenar-se, Dark Souls III va ser un dels jocs més esperats de 2016,
i també va rebre elogis de la crítica després del llançament.

### Vendes
A Març 2015, Demon's Souls havia venut més de 1,7 milions de còpies, mentre que el maig de 2016, els jocs Dark Souls havien venut més de 13 milions de còpies. Dark Souls III va batre rècords de vendes després del seu llançament, convertint-se en el títol amb el llançament més exitós en la història de Bandai Namco. Dark Souls III també es va convertir en el videojoc més venut de Bandai Namco, venent més de tres milions de còpies a tot el món un mes després del seu llançament internacional.

### Llegat
La sèrie Souls en conjunt a provocat que en la indústria del videojoc utilitzi el terme "Souls-like" per a descriure tots aqueslls jocs de rol d'acció (independentment del desenvolupador) que segueixen els principis encunyats per la sèrie Souls. Els Souls-like solen tenir un alt nivell de dificultat on s'espera que la mort repetida del jugador s'incorpori com a part de la jugabilitat, perdent tot el progrés si no s'han aconseguit determinats punts de control, i com a mitjà per tal de millorar permanentment les habilitats del jugador. Aquests jocs considerats com Souls-like inclouen Bloodborne (desenvolupat també per FromSoftware), Salt and Sanctuary, Lords of the Fallen, Nioh, The Surge, i Code Vein.